# Georg Emil von Majer
Georg Emil Majer, ab 1851 von Majer, (* 19. Juni 1810 in Neipperg; † 2. Juni 1884 in Stuttgart) war ein württembergischer Stadtdirektor und Regierungspräsident.

## Leben und Beruf
Georg Emil Majer war der Sohn eines Pfarrers. Er besuchte das Gymnasium in Stuttgart, danach studierte er von 1830 bis 1834 in Tübingen. Während seines Studiums wurde er 1830 Mitglied der Burschenschaft Feuerreiter Tübingen.  1832 nahm er am Hambacher Fest teil. Ab 1834 war er Gehilfe beim Oberamt Ludwigsburg, 1838 legte er die erste und 1839 die zweite höhere Dienstprüfung ab. Seine berufliche Laufbahn begann Majer von 1838 bis 1839 als Referendar bei der Regierung des Neckarkreises in Ludwigsburg, von 1839 bis 1843 als Oberamtsaktuar beim Oberamt Besigheim und von 1843 bis 1845 als Kanzleiassistent beim evangelischen Konsistorium. 1845 bis 1848 arbeitete er als Stadtdirektionssekretär bei der Stadtdirektion Stuttgart und 1849 als Oberamtsverweser beim Oberamt Münsingen. Von 1849 bis 1851 war er Amtsverweser bei der Stadtdirektion Stuttgart und anschließend bis 1866 dort auch Direktor, seit 1855 mit dem Titel Regierungsrat und seit 1858 mit dem Titel und Rang Oberregierungsrat. 1863 erhielt er den Titel und Rang Stadtdirektor. 1866 wurde er Direktor und damit Leiter der Regierung des Donaukreises in Ulm, ab 1880 mit dem Titel Regierungspräsident. 1883 trat er in den Ruhestand.

## Ehrungen, Nobilitierung
- 1851 Ritterkreuz des Ordens der württembergischen Krone,[2] welches mit dem persönlichen Adelstitel (Nobilitierung) verbunden war
- 1865 Ritterkreuz mit Krone des Ordens der Württembergischen Krone
- 1868 Kommenturkreuz 2. Klasse des Friedrichs-Ordens
- 1869 Kommenturkreuz des Ordens der Württembergischen Krone
- 1883 Kommenturkreuz 1. Klasse des Friedrichs-Ordens
- Preußischer Roter-Adler-Orden
- Ritterkreuz des Guelphen-Ordens
- Offizier der französischen Ehrenlegion